# Loxia
Genre
Le genre Loxia regroupe cinq espèces de passereaux connus sous le nom de becs-croisés appartenant à la famille des Fringillidae. Comme leur nom l'indique leurs mandibules, en forme de croissant, se croisent à leur extrémité. Cette adaptation très particulière leur permet de décortiquer avec aisance les graines de diverses espèces de conifères. Chaque espèce est adaptée à un conifère différent. De ce fait, ils se retrouvent principalement dans les forêts de conifères, en montagne ou en zone boréale (taïga). Deux espèces sont propres à l'Europe, deux sont présentes dans tout l'Holarctique et une est endémique d’Hispaniola, dans les Antilles, vivant dans les peuplements de pins d'Hispaniola, en montagne.

## Espèces
D'après la classification de référence du Congrès ornithologique international (ordre phylogénique) :
- Bec-croisé perroquet - Loxia pytyopsittacus Borkhausen, 1793
- Bec-croisé d'Écosse - Loxia scotica Hartert, 1904
- Bec-croisé des sapins - Loxia curvirostra Linnaeus, 1758
- Bec-croisé de l'Idaho - Loxia sinesciuris Benkman, 2009
- Bec-croisé bifascié - Loxia leucoptera J. F. Gmelin, 1789
- Bec-croisé d'Hispaniola - Loxia megaplaga Riley, 1916